# Sovětská fotbalová Vysšaja liga
Sovětská fotbalová Vysšaja liga je dnes již neexistující nejvyšší fotbalová soutěž pořádaná na území SSSR. Pořádala se v letech 1936–1991. Během této doby se několikrát změnila název i formát soutěže.

## Nejlepší kluby v historii - podle počtu titulů
| Klub                 | Zlatá medaile | Stříbrná medaile | Bronzová medaile | Mistr ligy v roce                                                            |
| -------------------- | ------------- | ---------------- | ---------------- | ---------------------------------------------------------------------------- |
| Dynamo Kyjev         | 13            | 11               | 3                | 1961, 1966, 1967, 1968, 1971, 1974, 1975, 1977, 1980, 1981, 1985, 1986, 1990 |
| Spartak Moskva       | 12            | 11               | 10               | 1936a, 1938, 1939, 1952, 1953, 1956, 1958, 1962, 1969, 1979, 1987, 1989      |
| Dynamo Moskva        | 11            | 11               | 5                | 1936s, 1937, 1940, 1945, 1949, 1954, 1955, 1957, 1959, 1963, 1976s           |
| CSKA Moskva          | 7             | 4                | 6                | 1946, 1947, 1948, 1950, 1951, 1970, 1991                                     |
| Torpedo Moskva       | 3             | 4                | 5                | 1960, 1965, 1976a                                                            |
| Dinamo Tbilisi       | 2             | 5                | 13               | 1964, 1978                                                                   |
| Dněpr Dněpropetrovsk | 2             | 2                | 2                | 1983, 1988                                                                   |
| Ararat Yerevan       | 1             | 2                |                  | 1973                                                                         |
| Dinamo Minsk         | 1             |                  | 3                | 1982                                                                         |
| Zenit Leningrad      | 1             |                  | 1                | 1984                                                                         |
| Zorja Voroshilovgrad | 1             |                  |                  | 1972                                                                         |
| Šachtar Doněck       |               | 2                | 2                |                                                                              |
| Lokomotiv Moskva     |               | 1                |                  |                                                                              |
| SKA Rostov na Donu   |               | 1                |                  |                                                                              |
| Serp i Molot Moskva  |               |                  | 1                |                                                                              |
| Neftçi Baku          |               |                  | 1                |                                                                              |
| Čornomorec Oděssa    |               |                  | 1                |                                                                              |
| Žalgiris Vilnius     |               |                  | 1                |                                                                              |

## Vítězové jednotlivých ročníků
| Vyšší liga (1936 – 1991)                                                                             |                             |                         |                         |
| Ročník                                                                                               | Mistr                       | 2. místo                | 3. místo                |
| 1936 (jaro)                                                                                          | FK Dynamo Moskva (1)        | FK Dynamo Kyjev         | FK Spartak Moskva       |
| 1936 (podzim)                                                                                        | FK Spartak Moskva (1)       | FK Dynamo Moskva        | FC Dinamo Tbilisi       |
| 1937                                                                                                 | FK Dynamo Moskva (2)        | FK Spartak Moskva       | FK Dynamo Kyjev         |
| 1938                                                                                                 | FK Spartak Moskva (2)       | CDKA Moskva             | FK Metallurg Moskva     |
| 1939                                                                                                 | FK Spartak Moskva (3)       | FC Dinamo Tbilisi       | CDKA Moskva             |
| 1940                                                                                                 | FK Dynamo Moskva (3)        | FC Dinamo Tbilisi       | FK Spartak Moskva       |
| • Sovětské mistrovství bylo v roce 1941 přerušeno kvůli německé invazi do SSSR.                      |                             |                         |                         |
| • Sovětské mistrovství se v letech 1942 – 44 nehrálo, a to kvůli právě probíhající 2. světové válce. |                             |                         |                         |
| 1945                                                                                                 | FK Dynamo Moskva (4)        | CDKA Moskva             | FK Torpedo Moskva       |
| 1946                                                                                                 | CDKA Moskva (1)             | FK Dynamo Moskva        | FC Dinamo Tbilisi       |
| 1947                                                                                                 | CDKA Moskva (2)             | FK Dynamo Moskva        | FC Dinamo Tbilisi       |
| 1948                                                                                                 | CDKA Moskva (3)             | FK Dynamo Moskva        | FK Spartak Moskva       |
| 1949                                                                                                 | FK Dynamo Moskva (5)        | CDKA Moskva             | FK Spartak Moskva       |
| 1950                                                                                                 | CDKA Moskva (4)             | FK Dynamo Moskva        | FC Dinamo Tbilisi       |
| 1951                                                                                                 | CDSA Moskva (5)             | FC Dinamo Tbilisi       | FK Šachťor Stalino      |
| 1952                                                                                                 | FK Spartak Moskva (4)       | FK Dynamo Kyjev         | FK Dynamo Moskva        |
| 1953                                                                                                 | FK Spartak Moskva (5)       | FC Dinamo Tbilisi       | FK Torpedo Moskva       |
| 1954                                                                                                 | FK Dynamo Moskva (6)        | FK Spartak Moskva       | FK Spartak Minsk        |
| 1955                                                                                                 | FK Dynamo Moskva (7)        | FK Spartak Moskva       | CDSA Moskva             |
| 1956                                                                                                 | FK Spartak Moskva (6)       | FK Dynamo Moskva        | CDSA Moskva             |
| 1957                                                                                                 | FK Dynamo Moskva (8)        | FK Torpedo Moskva       | FK Spartak Moskva       |
| 1958                                                                                                 | FK Spartak Moskva (7)       | FK Dynamo Moskva        | CSK MO Moskva           |
| 1959                                                                                                 | FK Dynamo Moskva (9)        | FK Lokomotiv Moskva     | FC Dinamo Tbilisi       |
| 1960                                                                                                 | FK Torpedo Moskva (1)       | FK Dynamo Kyjev         | FK Dynamo Moskva        |
| 1961                                                                                                 | FK Dynamo Kyjev (1)         | FK Torpedo Moskva       | FK Spartak Moskva       |
| 1962                                                                                                 | FK Spartak Moskva (8)       | FK Dynamo Moskva        | FC Dinamo Tbilisi       |
| 1963                                                                                                 | FK Dynamo Moskva (10)       | FK Spartak Moskva       | FK Dinamo Minsk         |
| 1964                                                                                                 | FC Dinamo Tbilisi (1)       | FK Torpedo Moskva       | CSKA Moskva             |
| 1965                                                                                                 | FK Torpedo Moskva (2)       | FK Dynamo Kyjev         | CSKA Moskva             |
| 1966                                                                                                 | FK Dynamo Kyjev (2)         | FK SKA Rostov na Donu   | Neftçi Baku             |
| 1967                                                                                                 | FK Dynamo Kyjev (3)         | FK Dynamo Moskva        | FC Dinamo Tbilisi       |
| 1968                                                                                                 | FK Dynamo Kyjev (4)         | FK Spartak Moskva       | FK Torpedo Moskva       |
| 1969                                                                                                 | FK Spartak Moskva (9)       | FK Dynamo Kyjev         | FC Dinamo Tbilisi       |
| 1970                                                                                                 | CSKA Moskva (6)             | FK Dynamo Moskva        | FK Spartak Moskva       |
| 1971                                                                                                 | FK Dynamo Kyjev (5)         | FC Ararat Jerevan       | FC Dinamo Tbilisi       |
| 1972                                                                                                 | FK Zorja Vorošilovgrad (1)  | FK Dynamo Kyjev         | FC Dinamo Tbilisi       |
| 1973                                                                                                 | FC Ararat Jerevan (1)       | FK Dynamo Kyjev         | FK Dynamo Moskva        |
| 1974                                                                                                 | FK Dynamo Kyjev (6)         | FK Spartak Moskva       | FK Černomorec Oděsa     |
| 1975                                                                                                 | FK Dynamo Kyjev (7)         | FK Šachťor Doněck       | FK Dynamo Moskva        |
| 1976 (jaro)                                                                                          | FK Dynamo Moskva (11)       | FC Ararat Jerevan       | FC Dinamo Tbilisi       |
| 1976 (podzim)                                                                                        | FK Torpedo Moskva (3)       | FK Dynamo Kyjev         | FC Dinamo Tbilisi       |
| 1977                                                                                                 | FK Dynamo Kyjev (8)         | FC Dinamo Tbilisi       | FK Torpedo Moskva       |
| 1978                                                                                                 | FC Dinamo Tbilisi (2)       | FK Dynamo Kyjev         | FK Šachťor Doněck       |
| 1979                                                                                                 | FK Spartak Moskva (10)      | FK Šachťor Doněck       | FK Dynamo Kyjev         |
| 1980                                                                                                 | FK Dynamo Kyjev (9)         | FK Spartak Moskva       | FK Zenit Leningrad      |
| 1981                                                                                                 | FK Dynamo Kyjev (10)        | FK Spartak Moskva       | FC Dinamo Tbilisi       |
| 1982                                                                                                 | FK Dinamo Minsk (1)         | FK Dynamo Kyjev         | FK Spartak Moskva       |
| 1983                                                                                                 | FK Dněpr Dněpropetrovsk (1) | FK Spartak Moskva       | FK Dinamo Minsk         |
| 1984                                                                                                 | FK Zenit Leningrad (1)      | FK Spartak Moskva       | FK Dněpr Dněpropetrovsk |
| 1985                                                                                                 | FK Dynamo Kyjev (11)        | FK Spartak Moskva       | FK Dněpr Dněpropetrovsk |
| 1986                                                                                                 | FK Dynamo Kyjev (12)        | FK Dynamo Moskva        | FK Spartak Moskva       |
| 1987                                                                                                 | FK Spartak Moskva (11)      | FK Dněpr Dněpropetrovsk | Žalgiris Vilnius        |
| 1988                                                                                                 | FK Dněpr Dněpropetrovsk (2) | FK Dynamo Kyjev         | FK Torpedo Moskva       |
| 1989                                                                                                 | FK Spartak Moskva (12)      | FK Dněpr Dněpropetrovsk | FK Dynamo Kyjev         |
| 1990                                                                                                 | FK Dynamo Kyjev (13)        | PFK CSKA Moskva         | FK Dynamo Moskva        |
| 1991                                                                                                 | PFK CSKA Moskva (7)         | FK Spartak Moskva       | FK Torpedo Moskva       |